# НБЛ в сезоне 1938/1939
Сезон НБЛ 1938/39 — стал 2-м сезоном Национальной баскетбольной лиги (НБЛ). В чемпионате приняло участие 8 команд, которые провели по 26—28 игр в сезоне. Чемпионом лиги стала команда «Акрон Файрстоун Нон-Скидс». В финале «Файрстоун Нон-Скидс» победили в пяти играх команду «Ошкош Олл-Старз».
В межсезонье к лиге присоединилась одна новая команда («Шебойган Рэд Скинс»), а клубы «Дейтон Метрополитанс», «Баффало Бизонс», «Коламбус Атлетик Саппли», «Канкаки Галлахер Троянс», «Форт-Уэйн Дженерал Электрикс» и «Цинциннати Комеллос» прекратили своё существование. Команда «Уитинг Кайзер Олл-Американс» сменила свою прописку и стала называться «Хэммонд Кайзер Олл-Американс».

## Регулярный сезон
И = Игр, В = Выигрышей, П = Поражений, П% = Процент выигранных матчей
| Восточный дивизион |                                   |    |    |    |      |
| #                  | Команда                           | И  | В  | П  | П%   |
| 1                  | Акрон Файрстоун Нон-Скидс         | 27 | 24 | 3  | 88,9 |
| 2                  | Акрон Гудиер Уингфутс             | 28 | 14 | 14 | 50,0 |
| 3                  | Уоррен Пеннс/Кливленд Уайт Хорсес | 28 | 14 | 14 | 50,0 |
| 4                  | Питтсбург Пайретс                 | 27 | 13 | 14 | 48,1 |

| Западный дивизион |                              |    |    |    |      |
| #                 | Команда                      | И  | В  | П  | П%   |
| 1                 | Ошкош Олл-Старз              | 28 | 17 | 11 | 53,6 |
| 2                 | Индианаполис Каутскис        | 26 | 13 | 13 | 50,0 |
| 3                 | Шебойган Рэд Скинс           | 28 | 11 | 17 | 39,3 |
| 4                 | Хэммонд Кайзер Олл-Американс | 28 | 4  | 24 | 14,3 |

## Финал НБЛ
В этом сезоне плей-офф, как такового, не было, состоялся только финал НБЛ, в котором встретились победители дивизионов.
Результаты матчей финальной серии:
Акрон Файрстоун Нон-Скидс — Ошкош Олл-Старз 3-2 (50:38, 36:38, 40:29, 37:49, 37:30).

## Самые результативные игроки сезона
| Место | Игрок              | Команда                           | Количество игр | Количество очков | В среднем за игру |
| ----- | ------------------ | --------------------------------- | -------------- | ---------------- | ----------------- |
| 1     | Лерой Эдвардс      | Ошкош Олл-Старз                   | 28             | 334              | 11,9              |
| 2     | Джуэлл Янг         | Индианаполис Каутскис             | 26             | 264              | 10,2              |
| 3     | Ховард Кейбл       | Акрон Файрстоун Нон-Скидс         | 24             | 262              | 10,9              |
| 4     | Билл Лоулин        | Уоррен Пеннс/Кливленд Уайт Хорсес | 27             | 232              | 8,6               |
| 5     | Пол Сокоди         | Шебойган Рэд Скинс                | 28             | 223              | 8,0               |
| 6     | Пол Бёрч           | Питтсбург Пайретс                 | 22             | 221              | 10,0              |
| 7     | Уолтер Стэнки      | Уоррен Пеннс/Кливленд Уайт Хорсес | 27             | 219              | 8,1               |
| 8     | Джон Сайнс         | Индианаполис Каутскис             | 23             | 215              | 9,3               |
| 9     | Чак Блудорн        | Акрон Гудиер Уингфутс             | 25             | 204              | 8,2               |
| 9     | Рубен Лаутеншлагер | Шебойган Рэд Скинс                | 27             | 204              | 7,6               |

## Награды по итогом сезона
- Самый ценный игрок НБЛ: Лерой Эдвардс, Ошкош Олл-Старз
- Новичок года НБЛ: Джуэлл Янг, Индианаполис Каутскис
- Тренер года НБЛ: Пол Шикс, Акрон Файрстоун Нон-Скидс

| - Первая сборная всех звёзд: - Пол Бёрч (Питтсбург Пайретс) - Джерри Буш (Акрон Файрстоун Нон-Скидс) - Ховард Кейбл (Акрон Файрстоун Нон-Скидс) - Лерой Эдвардс (Ошкош Олл-Старз) - Джон Сайнс (Индианаполис Каутскис) | - Вторая сборная всех звёзд: - Чак Блудорн (Акрон Гудиер Уингфутс) - Джон Моир (Акрон Файрстоун Нон-Скидс) - Джек Озберн (Акрон Файрстоун Нон-Скидс) - Чарли Шипп (Акрон Гудиер Уингфутс) - Джуэлл Янг (Индианаполис Каутскис) |

## Комментарии
1. ↑  «Гудиер Уингфутс» стоят в итоговой таблице выше «Уайт Хорсес», так как переиграли их в дополнительном матче.
2. ↑  По ходу регулярного чемпионата «Каутскис» пропустили два матча, не сыграв против «Файрстоун Нон-Скидс» и «Пайретс».